# Sémillon
A sémillon é uma uva branca da família da Vitis vinifera, especialmente cultivada em França e Austrália.
É a principal uva da região de Sauternes. A sémillon é ideal para produção dos vinhos Sauternes, por ser muito suscetível à podridão nobre.
Praticamente todos os vinhos brancos de Bordéus são feitos a partir de corte de sémillon com sauvignon blanc.